# El (jezero)
El (čuvašsky Эл, rusky Аль) je sladkovodní jezero krasového původu v Jantikovském okrese Čuvašska v Rusku. Nachází se 1,5 km severozápadně od vesnice Aldiarovo. Má rozlohu 4,3 ha a 230 m v průměru. Převážně je hluboké 8 m a dosahuje maximální hloubky 12 m.

## Využití
Využívá se k rybolovu a koupání.